# مارتین هیدن
مارتین هیدن (آلمانی: Martin Hiden؛ زادهٔ ۱۱ مارس ۱۹۷۳) یک بازیکن فوتبال اهل اتریش است.
وی همچنین در تیم ملی فوتبال اتریش بازی کرده‌است.